# Athina Onassis

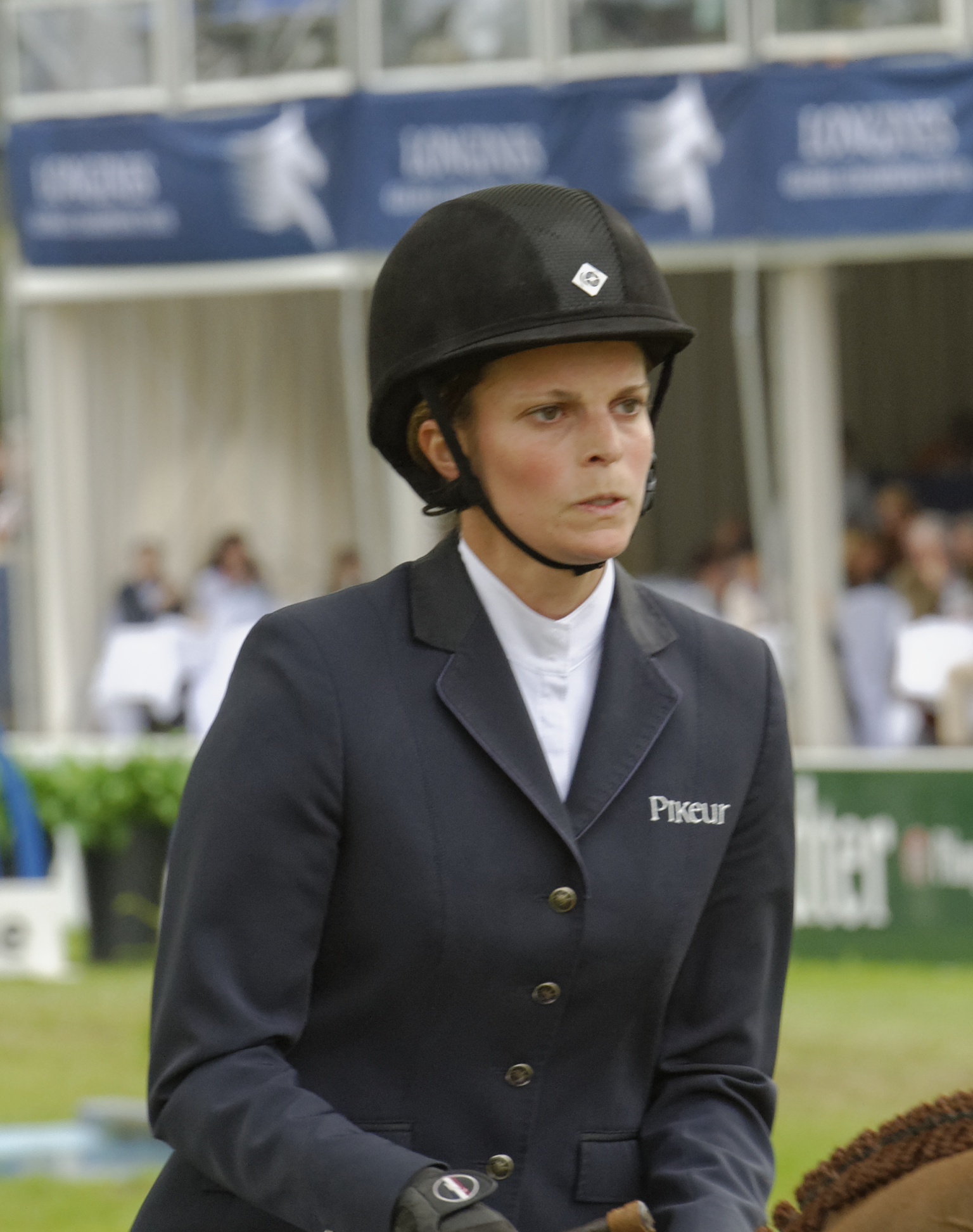
Wiesbaden 2013

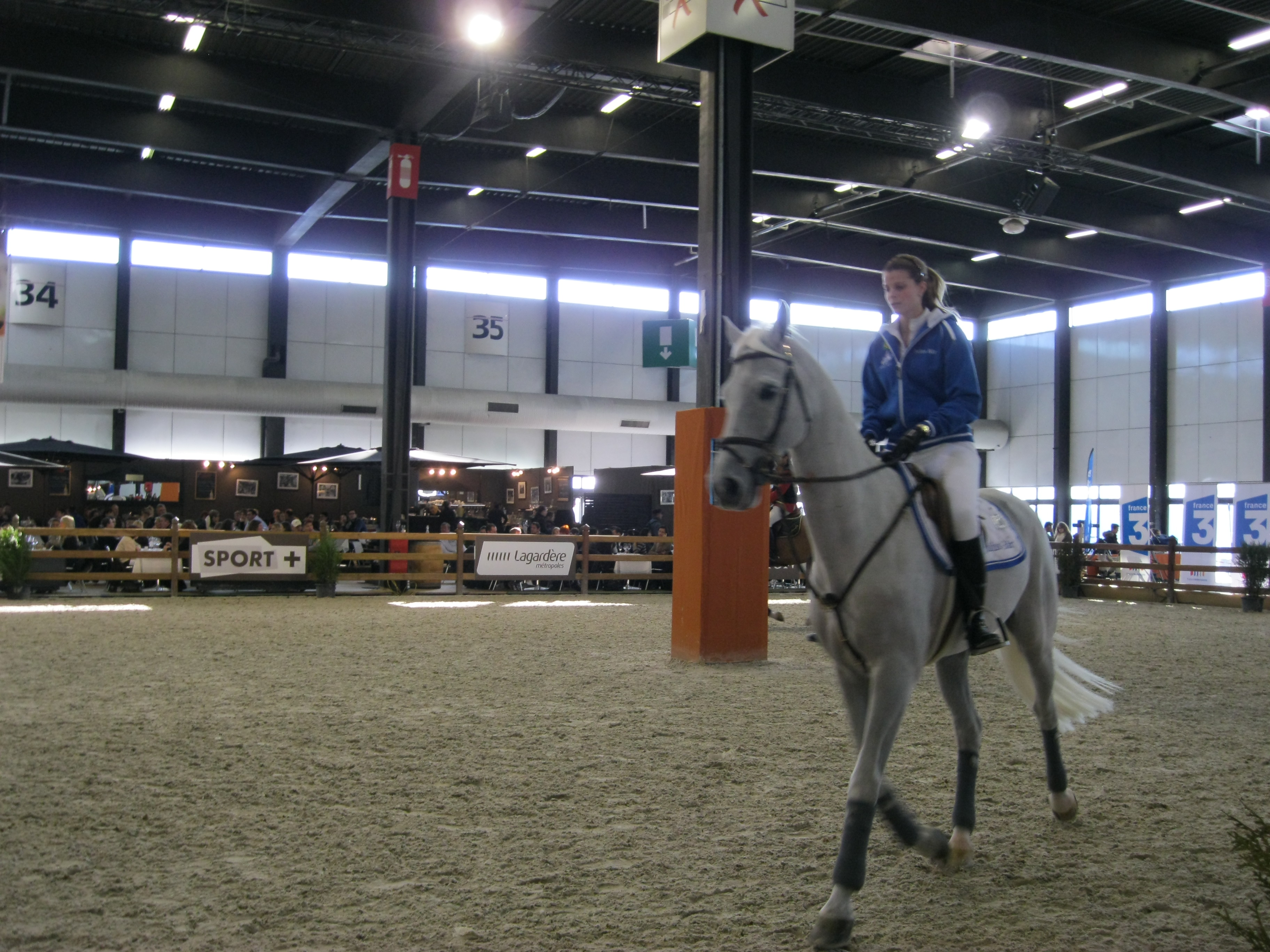
Athina Onassis

Athina Hélène Onassis (Grieks: Αθηνά Ωνάση), geboren als Athina Roussel (Neuilly-sur-Seine, 29 januari 1985) is de kleindochter en enige erfgenaam van de Griekse scheepsmagnaat Aristoteles Onassis en is daarmee een van de rijkste mensen op aarde. Athina kreeg op haar achttiende verjaardag (2003) de beschikking over de erfenis van haar in 1975 overleden grootvader. Deze erfenis bestond uit 2,45 miljard euro in onroerend goed, bedrijven, aandelen, kunst, het privé-eiland Skorpios en een privé-vliegtuig.
Aristoteles Onassis had twee kinderen uit zijn eerste huwelijk met een Griekse redersdochter: Alexander en Christina. Alexander stierf jong bij een vliegtuigongeluk. Athina is het enige kind van Christina en haar Franse echtgenoot Thierry Roussel. Christina overleed in 1988, Athina was toen pas drie. Ze is opgevoed door haar Franse vader en Zweedse stiefmoeder, Marianne "Gaby" Landhage.
Op 3 december 2005 trouwde ze met Álvaro Affonso de Miranda Neto en veranderde haar naam Athina Roussel in Athina Onassis de Miranda. In 2016 leefde het paar apart van elkaar, de echtscheiding vond plaats in de herfst van 2017.
- Bibliothèque nationale de France: cb14638071t (data)
- Gemeinsame Normdatei: 129969796
- International Standard Name Identifier: 0000 0000 5386 724X
- Library of Congress Control Number: no2003117864
- Système universitaire de documentation: 087928272
- Virtual International Authority File: 48928022
- WorldCat: E39PBJbtqMD6JFGqtvBKGm8t8C